# Ozdownia
Ozdownia (rzadziej ozdnica) - staropolskie określenie suszarni słodu. Było to najczęściej pomieszczenie znajdujące się w słodowni lub obok słodowni. Czasami nazwa ta używana była na określenie całego pomieszczenia słodowni. W Słowniku gwar polskich J. Karłowicza występuje słowo ozdować w znaczeniu palić obfity płomień. Od pojęcia ozdownia powstały również ozdowny piec i ozdownik (słodownik).
Stąd pochodzi nazwa miejscowości Ozdów i nazwisko Ozdowski.